# Crush 40
Crush 40, originalmente llamada Sons of Angels, es una banda japonesa y norteamericana de rock formada en 1998, conocidos principalmente por realizar bandas sonoras para los videojuegos de SEGA, particularmente para la serie Sonic the Hedgehog. El núcleo de la banda se compone por el guitarrista de rock y compositor de música de videojuegos Jun Senoue, y por el vocalista Johnny Gioeli, que también es el vocalista de Hardline y Axel Rudi Pell.
Desde su formación, la banda ha realizado dos álbumes de estudio: Thrill of the Feel aún bajo el nombre de Sons of Angels, Crush 40 y recientemente, The Best of crush 40 - Super Sonic Songs, una recopilación que incluye versiones remasterizadas de muchas de sus canciones originales. También han contribuido canciones para varios videojuegos que no aparecen en estos álbumes.

## Historia

### Formación y Thrill of the Feel
Crush 40 tiene su origen con el guitarrista Jun Senoue, quien después de graduarse de la universidad, se convirtió en empleado de Sega donde empezó a componer música para diversos videojuegos. Su primer proyecto fue la creación de dos canciones para Sonic the Hedgehog 3  para posteriormente trabajar con otras bandas sonoras para otros juegos como lo fueron: Dark Wizard, Sonic 3D Blast (versión de Sega Genesis/Megadrive), Sega Rally 2, y Daytona USA: Championship Circuit Edition.
En 1998, Jun Senoue fue el encargado de realizar la mayoría del soundtrack del nuevo juego de Sega, Sonic Adventure, para lo cual contactó al cantante del extinto grupo Hardline y del grupo Axel Rudi Pell, Johnny Gioeli, y comenzaron a grabar su primera canción como grupo, la cual fue Open Your Heart.
Después de hacer el tema, los dos mantuvieron una relación de amistad, la cual dio lugar a la formación de su propia banda para hacer la banda sonora de otro juego en la cual Jun Senoue se encontraba trabajando: NASCAR Arcade. La banda se formó bajo el nombre de Sons of Angels.
Los integrantes originales en esta etapa eran: Jun Senoue como guitarrista, Naoto Shibata en el bajo y Homma Hirotsugu en la batería.
En el año 2000, la banda lanzó su primer álbum: Thrill of the Feel El álbum contiene todos los temas que habían escrito para NASCAR Arcade.

### Varios cambios y cambio de nombre
Después de actuar en la composición de varias canciones para diversos juegos, la banda ahora se enfocaría a la creación de varios temas para la secuela de Sonic Adventure, sin embargo, Naoto Shibata y Homma Hirotsugu no pudieron participar en el proyecto, y en su reemplazo se contó con Katsuji y Taneda Takeshi. La canción resultante de este juego fue finalmente Live and Learn, que se convertiría en el tema principal de Sonic Adventure 2.
Sin embargo, el grupo se dio cuenta de que una banda de Noruega ya estaba utilizando el nombre Son of Angels, así que tanto Senoue como Gioeli acordaron que debían cambiar el nombre, para evitar acciones legales. Finalmente el nombre elegido fue Crush 40, en honor a la gaseosa Crush, la favorita de Johnny.
Dos años después del lanzamiento de Sonic Adventure 2, la banda lanzó su segundo disco, llamado homónimamente Crush 40.
El disco podría ser una versión Europea de Thrill of the Feel, pues se incluían las canciones creadas para el juego NASCAR Arcade, pero sin canciones instrumentales y con las dos canciones creadas para los videojuegos de la saga Sonic Adventure, incluyendo dos bonus tracks: It Doesn't Matter, tema de Sonic en Sonic Adventure interpretado por Tony Harnell y Escape from the City de Sonic Adventure 2, interpretado por Ted Poley y Tony Harnell.

### El trabajo continuo con SEGA
Crush 40 no lanzó ningún otro álbum entre los años 2003 y 2009, en cambio, la banda continúo escribiendo y grabando música original para varios videojuegos, las canciones que la banda realizó para estos juegos fueron incluidas en las bandas sonoras de cada juego.
Después de que SEGA se retirara de la creación de consolas, se anunció el primer juego multiplataforma de Sonic, Sonic Heroes, que incluyó dos nuevas canciones de Crush 40: La canción principal del juego también titulada Sonic Heroes y What I'm Made Of...
La banda realizó también canciones para Shadow the Hedgehog en 2005, las cuales fueron I Am... All of Me, canción del opening del juego, y Never Turn Back, canción del ending.
Estas dos canciones también aparecen en la banda sonora llamada Lost and Found: Shadow the Hedgehog Vocal Trax. En esta ocasión Toru Kawamura fue el baterista.
Crush 40 también hizo contribuciones al videojuego Sonic the Hedgehog (2006), primer juego de Sonic para las consolas PlayStation 3 y Xbox 360. La banda creó su propia versión de All Hail Shadow, anteriormente interpretada por Magna-Fi en el juego Shadow the Hedgehog.
Crush 40 también hizo un cover de His World, interpretada originalmente por Matty Lewis y Ale Tabatae, ambos de la banda Zebrahead.
Su versión de His World no aparece en el juego, pero fue incluida en su banda sonora: Sonic the Hedgehog Vocal Traxx: Several Wills.
Toru Kawamura también fue el baterista de esta banda sonora.
La banda también contribuyó varias de sus canciones como Live and Learn al videojuego Sonic Adventure 2. La canción también apareció en un episodio de la versión japonesa de Sonic X.
En 2008 se lanzó True Blue: The Best of Sonic the Hedgehog, donde se incluían varias de sus canciones, incluyendo un cover de Seven Rings in Hand, originalmente interpretado por Steve Conte, y dos remixes de Open Your Heart.
Posteriormente grabaron temas para el videojuego Sonic and the Black Knight, siendo su canción más destacada, Knight of the Wind.
En el año 2009, la banda lanzó su tercer álbum: The Best of Crush 40 - Super Sonic Songs. El cual es más una recopilación de varias pistas de Crush 40 de los videojuegos de Sonic de los años 2003 al 2006 e incluía 4 canciones remasterizadas: Open your heart, Knight of the wind, I Am... All of Me y His World. También incluye una canción totalmente nueva, Is It You y dos covers, Un-Gravitifi, interpretada originalmente por Cashell en el juego Sonic Riders: Zero Gravity, y Fire Woman, una canción de la banda de Hard rock, The Cult.
En 2010, la banda realizó la versión del tema principal del juego Sonic Free Riders, titulada Free y fue incluida en la banda sonora del mismo juego: Break Free - Sonic Free Riders Original Soundtrack.
También en ese año, Johnny Gioeli confirmó que Crush 40 estaba colaborando con SEGA, una vez más en un juego de Sonic que se estrenará en 2011, coincidiendo con el vigésimo aniversario de la serie y a su vez Jun Senoue confirmó que Crush 40 estaba trabajando en un nuevo álbum de estudio con lanzamiento de finales de 2010.
El 8 de junio de 2011, Crush 40 apareció en el festival Sonic Boom, donde hicieron versiones de Green Hill Zone, Open Your Heart, His World, Sonic Heroes, What I'm Made Of..., Free, Speak With Your Heart, Live and Learn y 3 covers de las canciones Escape From the City Super Sonic Racing y Sonic Boom con Alex Makhlouf de la banda Cash Cash.
En 2011 lanzaron el álbum EP Rise Again, el cual contiene las canciones: Sonic Youth, One of Those Days y Rise Again. Estas se encuentran en iTunes para su Compra.
También Lanzaron el álbum LIVE!, el cual contiene temas destacados de Crush 40 y las pistas de Rise Again, las cuales fueron grabadas en un concierto en vivo. A través de su Canal de YouTube dieron a conocer el lanzamiento de este álbum.

## Estilo musical
El estilo musical de la banda principalmente es el Hard Rock, pero en algunas ocasiones también han realizado composiciones más "pesadas" en juegos como Shadow the Hedgehog y su cover His World de Sonic the Hedgehog (2006). También suelen incorporar elementos sinfónicos. Un ejemplo de esto son las canciones que realizaron para Sonic and the Black Knight.

## Formación

### Miembros actuales
- Johnny Gioeli – Cantante
- Jun Senoue – Guitarrista
- Takeshi Taneda – Bajo
- Act. – Batería

### Miembros anteriores
- Naoto Shibata – Bajo
- Hirotsugu Homma – Batería
- Katsuji – Batería
- Mark Schulman – Batería
- Toru Kawamura – Batería

## Álbumes

### Thrill Of The Feel
Fue el primer álbum de la agrupación, y por lo tanto, fue publicado aún bajo el nombre de Sons of Angels.
Originalmente, fue grabado para el juego NASCAR Arcade. El álbum no salió del país Japón.
1. The Star Spangled Banner
2. Dangerous Ground
3. Into the Wind
4. Fill It Up
5. Revvin 'Up
6. Rush for World Crazy
7. In the Lead
8. Watch Me Fly...
9. On the Road Again
10. Fuel Me
11. When the Sun Goes Down
12. All the Way
13. Open Your Heart (Bonus Track)

### Crush 40
Fue el segundo álbum de la agrupación, y el primero bajo el nombre de Crush 40, donde aparecieron canciones tanto del primer álbum (donde la banda aún se llamaba Sons of Angels) y nuevas canciones pertenecientes al trabajo que tuvo la banda con SEGA.
1. Live and Learn
2. Revvin 'Up
3. Into the Wind
4. In the Lead
5. Watch Me Fly...
6. Fuel Me
7. Dangerous Ground
8. All the Way
9. Open Your Heart
10. It Doesn't Matter (Bonus Track - Interpretada por Tony Harnell)
11. Escape from the City (Bonus Track - Interpretada por Tony Harnell y Ted Poley)

### The Best of Crush 40 - Super Sonic Songs
Fue el tercer álbum de la banda lanzado en el año 2009. Es una recopilación de varios temas, cuatro canciones remasterizadas, cuatro covers y una canción totalmente nueva.
1. I Am... All of Me (2009 Mix)
2. His World (2009 Mix) (cover de Zebrahead)
3. Un-Gravitify (cover de Cashell)
4. All Hail Shadow (cover de Magna-Fi)
5. Never Turn Back
6. Revvin 'Up
7. Into the Wind
8. Watch Me Fly...
9. Fire Woman (cover de The Cult)
10. Sonic Heroes
11. What I'm Made of...
12. Live Life
13. Knight of the Wind (2009 Mix)
14. Live and Learn
15. Open Your Heart (2009 Mix)
16. Is It You
17. Free (iTunes Bonus Track)
18. With Me ~Massive Power Mix~ (iTunes Bonus Track)
19. Seven Rings in Hand (iTunes Bonus Track - Versión de Steve Conte)

### LIVE!
Es el primer álbum de la banda en vivo, y su cuarto álbum en general. Grabado en el Guilty Live Stage en Shibuya, Tokio, Japón, el 29 y 30 de marzo de 2012. De 24 canciones interpretadas, sólo 19 fueron seleccionados para este CD, dejando omitidas Seven Rings in Hand, Song Of Hope, Un-Gravitify, Fight the Knight y un cover de Hardline, "Everything".
1. Sonic Youth
2. Free
3. His World (cover de Zebrahead)
4. Sonic Heroes
5. Open Your Heart
6. Knight of the Wind
7. I Am... All of Me
8. With Me
9. Never Turn Back
10. Fire Woman (cover de The Cult)
11. Revvin' Up
12. Watch Me Fly...
13. Into the Wind
14. Rise Again
15. Sonic Boom (cover de Pastiche)
16. All Hail Shadow (cover de Magna-Fi)
17. Live and Learn
18. One of Those Days
19. What I'm Made of...

### Rise Again [EP]
En el año 2011, lanzaron el EP "Rise Again", el cual contiene nuevas canciones: Sonic Youth, One of Those Days, Rise Again y Song of Hope. Esta última hecha en honor a las víctimas del tsunami de Japón. Es el primer EP de la banda y también es su primer lanzamiento que se compone en su totalidad de nuevo material no escrito para algún videojuego. Las canciones de este EP se encuentran en iTunes para su Compra.
1. Sonic Youth
2. One of Those Days
3. Song of Hope
4. Rise Again

### 2 Nights 2 Remember
En mayo de 2015, Crush 40 lanza su sexto álbum titulado "2 Nights 2 Remember". Este nuevo álbum consta de cuatro canciones originales: "2 Nights 2 Remember", "Big Mouth", "Down and Dirty" y "Light of the Day". Aparte de esto el álbum está formado por 13 canciones más de todas las épocas de la banda e interpretadas en vivo. De esta manera Crush 40 recupera temas de su primer CD como "Dangerous Ground", que nunca había sido interpretada en directo. Entre estas canciones en vivo también encontramos las versiones en directo de "2 Nights 2 Remember" y "Down and Dirty". Al igual que en anteriores álbumes, las canciones se encuentran en iTunes para su compra.
1. 2 Nights 2 Remember
2. Big Mouth
3. Light of the Day
4. Down and Dirty
5. Dangerous Ground (Live)
6. Into the Wind (Live)
7. Free (Live)
8. 2 Nights 2 Remember (Live)
9. Down and Dirty (Live)
10. With Me (Live)
11. Live Life (Live)
12. Knight of the Wind (Live)
13. Watch me Fly (Live)
14. Revvin' Up (Live)
15. Never Turn Back (Live)
16. Sonic Youth (Live)
17. What I'm Made of... (Live)

### Driving Through Forever - The Ultimate Crush 40 Collection 1998-2018
Driving Through Forever es una colección de canciones, celebrando 20 años desde 1998 hasta 2018, con los grandes éxitos de Crush 40 y dos nuevas canciones tituladas "Green
Light Ride" y "Call Me Crazy".
La mayoría de las pistas están relacionadas con Sonic the Hedgehog.
1. Green Light Ride
2. 2 Nights 2 Remember
3. Free
4. Sonic Boom (Crush 40 vs Cash Cash)
5. One of Those Days
6. All Hail Shadow
7. His World
8. Knight of the Wind
9. Watch Me Fly...
10. I Am... All of Me
11. Never Turn Back
12. Sonic Heroes
13. What I'm Made of...
14. Live & Learn
15. Open Your Heart
16. Sonic Youth
17. Call Me Crazy

### Conciertos
Crush 40 ha tocado en eventos especiales como lo son Summer of Sonic y Sonic Boom, donde han presentado covers con otros artistas de SEGA, como el vocalista de Cash Cash, y también han presentado canciones nuevas e inéditas. Algunas canciones y versiones nuevos realizados en estos conciertos son:
1. Sonic Boom (cover de Pastiche)
2. Escape from the City (cover de Tony Harnell y Ted Poley)
3. Super Sonic Racing (cover de TJ Davis)
4. Song of Hope
5. We Will Rock You (cover de Queen) (En Summer of Sonic 2012, Johnny y Jun hicieron un inesperado cover de We Will Rock You)
6. Sonic Youth
7. Rise Again
8. One of Those Days

El 29 y 30 de marzo de 2014 Crush 40 presentó en vivo en Shibuya, Tokio, Japón, 2 nuevas canciones llamadas 2 Nights 2 Remember y Down and Dirty.
El 18 y 19 de octubre de 2014 se presentaron en la Ciudad de México como invitado musical en la vigésimo-octava edición de ExpoTNT.
El 23 de junio del 2021 se realizó un concierto sinfónico vía YouTube en celebración del 30 aniversario de Sonic the Hedgehog. En este concierto se presentaron, junto con Tomoya Ohtani Band y Nathan Sharp (de NateWantsToBattle) como invitados especiales.

### Otras canciones y melodías
Estas canciones son solo covers, canciones inéditas o instrumentales para otros videojuegos, donde la banda sonora no es completamente protagonizada por Crush 40, sino por otras bandas que también han trabajado con SEGA.
1. Seven Rings in Hand (cover de Steve Conte)
2. Angel Island Zone (Instrumental)
3. Through the Fire
4. Fight the Knight
5. Knight of the Wind (Instrumental)
6. Live Life (Instrumental)
7. With Me (interpretada por All Ends en Sonic and The Black Knight)
8. Free (interpretada por Chris Madin en Sonic Free Riders)
9. Gotta Go Fast (interpretada para el anime Sonic X)

## Juegografía
Algunas canciones de Crush 40 que fueron incluidas en diversos videojuegos.
| Juego                                     | Consola                                    | Desarrollador | Año  |
| ----------------------------------------- | ------------------------------------------ | ------------- | ---- |
| Sonic Adventure                           | Dreamcast, Nintendo GameCube, PC           | Sonic Team    | 1998 |
| NASCAR Arcade                             | Arcade                                     | Sega-AM3      | 2000 |
| Sonic Adventure 2                         | Dreamcast, Nintendo GameCube               | Sonic Team    | 2001 |
| Sonic Heroes                              | Nintendo GameCube, Xbox, PlayStation 2, PC | Sonic Team    | 2003 |
| Shadow the Hedgehog (videojuego)          | Nintendo GameCube, Xbox, PlayStation 2     | Sonic Team    | 2005 |
| Sonic the Hedgehog (videojuego de 2006)   | Xbox 360, PlayStation 3                    | Sonic Team    | 2006 |
| Sonic Adventure 2                         | gamecube                                   | Sora Ltd.     | 2008 |
| Sonic and the Black Knight                | Wii                                        | Sonic Team    | 2009 |
| Mario & Sonic at the Olympic Winter Games | Wii, Nintendo DS                           | Sega Japan    | 2009 |